# سارة بيكون
سارة بيكون (بالإنجليزية: Sarah Bacon) هي غطاسة أمريكية، ولدت في 20 سبتمبر 1996.

## روابط خارجية
- سارة بيكون على موقع الاتحاد الدولي للسباحة (الإنجليزية)
- سارة بيكون على موقع قاعدة بيانات الغوص IAT (الألمانية)
- سارة بيكون على موقع اللجنة الأولمبية الدولية (الإنجليزية)
- سارة بيكون على موقع اللجنة الأولمبية والبارالمبية الأمريكية (الإنجليزية)